# 日本中央テレビ
日本中央テレビ株式会社（にほんちゅうおうテレビ、JCTV Inc.）は、徳島県吉野川市鴨島町上下島に本社があるケーブルテレビ局である。旧社名は徳島中央テレビ（とくしまちゅうおうテレビ）。
略称は日本ケーブルテレビジョン（JCTV）と同じだが、資本・人材共に一切関係ない。
1991年4月に旧社が設立。2021年10月に徳島中央テレビ株式会社から商号変更された日本中央テレビ株式会社（新社）へ事業を譲渡し、以降は新社が事業を行っている。旧社は事業譲渡と同時にTC企画株式会社へ商号変更。TC企画は2022年7月6日に徳島地方裁判所から特別清算開始決定を受けた。

## 所在地
全て徳島県。
- 本社（吉野川センター） - 吉野川市鴨島町上下島440番地
- 山川センター - 吉野川市山川町春日113番地1
- 小松島センター - 小松島市日開野町勝久17番地2

## サービスエリア
全て徳島県。
- 吉野川市
- 小松島市

## 関連会社
- 株式会社シー・ネット
  - 本社：東京都千代田区霞が関3-6-14 三久ビル 7階
    - 国会TV中継など

## 主な放送チャンネル

### 地上波系列別再送信局
| NHK G   | NHK E   | NNN/NNS  | ANN            | JNN      | TXN        | FNN/FNS    | JAITS      |
| ------- | ------- | -------- | -------------- | -------- | ---------- | ---------- | ---------- |
| NHK徳島 | NHK徳島 | 四国放送 | 朝日放送テレビ | 毎日放送 | テレビ大阪 | 関西テレビ | サンテレビ |

### テレビ局
| デジタル | 放送局                     |
| -------- | -------------------------- |
| D011     | 四国放送                   |
| D021     | NHK徳島Eテレ               |
| D031     | NHK徳島総合                |
| D031-1   | サンテレビ                 |
| D041     | 毎日放送                   |
| D061     | 朝日放送                   |
| D071     | テレビ大阪                 |
| D081     | 関西テレビ                 |
| D111     | 中央テレビ総合             |
| D112     | 文字放送                   |
| D121     | けーぶる12                 |
| BS101    | NHK BS                     |
| BS141    | BS日テレ                   |
| BS151    | BS朝日                     |
| BS161    | BS-TBS                     |
| BS171    | BSテレ東                   |
| BS181    | BSフジ                     |
| BS191    | WOWOWプライム              |
| BS192    | WOWOWライブ                |
| BS193    | WOWOWシネマ                |
| BS200    | BS10                       |
| BS201    | BS10スターチャンネル       |
| BS211    | BS11イレブン               |
| BS222    | BS12 トゥエルビ            |
| BS260    | J:COM BS                   |
| BS265    | BSよしもと                 |
| J700     | えんてれ                   |
| J702     | TV5MONDE                   |
| J703     | DW                         |
| J711     | QVC                        |
| J722     | MONDO TV                   |
| J725     | LaLa TV                    |
| J734     | スカイ・A                  |
| J737     | ゴルフネットワーク         |
| J741     | 釣りビジョン               |
| J749     | アジアドラマチックTV       |
| J752     | 日本映画専門チャンネル     |
| 753      | 時代劇専門チャンネル       |
| J754     | Dlife                      |
| J758     | ミステリーチャンネル       |
| J763     | 衛星劇場                   |
| J765     | TBSチャンネル1             |
| J769     | V☆パラダイス               |
| J770     | スペースシャワーTV         |
| J771     | Mnet                       |
| J774     | 歌謡ポップスチャンネル     |
| J781     | キッズステーション         |
| J782     | アニマックス               |
| J792     | CNNj                       |
| J793     | 日テレNEWS24               |
| J799     | ナショナルジオグラフィック |
| J810     | グリーンチャンネル         |
| J811     | グリーンチャンネル2        |
| J812     | SPEEDチャンネル            |
| J950     | プレイボーイチャンネル     |
| J951     | レインボーチャンネル       |
| J952     | ミッドナイトブルー         |
| J953     | パラダイステレビ           |
| J954     | チェリーボム               |

- デジタル放送はスカイパーフェクTV!、有料放送はJC-HITSを使用している。
- デジタル再送信の要望を取り下げる見返り措置として、デジアナ変換によるよみうりテレビの再送信が2015年3月末まで実施された[3]。
- デジアナ変換サービスは2015年3月31日で終了。ただし、四国放送およびNHKについては統一地方選挙（徳島県）の政見放送に対応する為に4月末まで放送された。